# Fiatalok Fotóművészeti Stúdiója

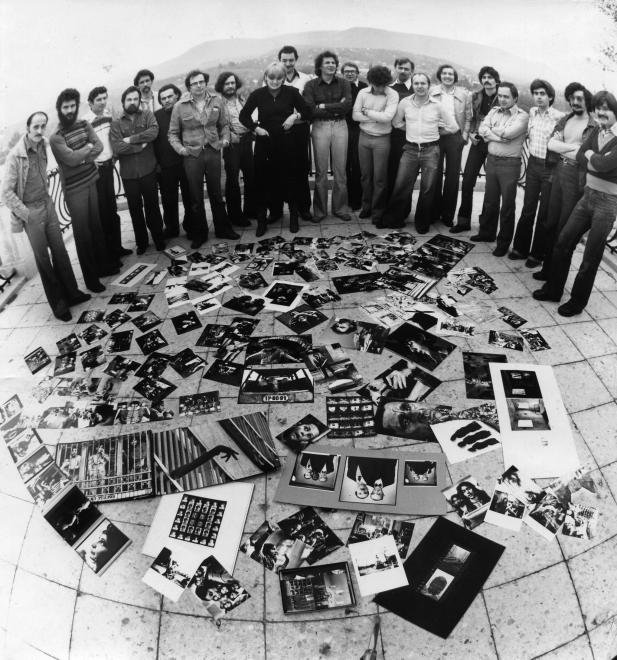
Fiatalok Fotóművészeti Stúdiójának tagjai, Tahitótfalu, 1978

A Fiatalok Fotóművészeti Stúdiója (FFS) egy Budapesten működő fotóművészeti műhely.

## Működés
A Fiatalok Fotóművészeti Stúdiója a közhasznú egyesületként működő Magyar Fotóművészek Szövetsége alkotócsoportja. A szervezet demokratikus alapokon működik, új tagok felvételéről és a vezetőség megválasztásáról a tagság szavazással dönt. Célja a tehetséges pályakezdő fiatal fotográfusok és a fotográfia elméleti, történeti kérdéseivel foglalkozó szakemberek szakmai ismereteinek, felkészültségének fejlesztése, a szakmai közéletbe való beilleszkedésük segítése. A Stúdió a tagok alkotómunkájához eszmei és anyagi támogatást is nyújt, képviseli tagjait szakmai, kulturális fórumokon, valamint együttműködik más szervezetekkel a pályakezdők képviseletében.
A Stúdió önképző jellegű, így lehetőséget nyújt a fiatal alkotóknak tehetségük kibontakoztatásához. Az FFS elősegíti a fiatalok részvételét a kortárs művészeti életben, inspirálva az alkotói kedvet, motiválva portfóliójuk kvalitásának fejlődését. Szakmai programjainkon való részvételükkel több professzionális tapasztalatot szerezhetnek elméletben és gyakorlatban egyaránt.
Az FFS tevékenységi körébe tartozik kiállítások szervezése, valamint lehetőséget biztosít a tagok által készített művek publikálására is. Ezen kívül a tagok alkotótáborokban, művésztelepeken, fesztiválokon vehetnek részt, de más alkotócsoportokkal való együttműködés is lehetséges. Lehetőségeink szerint műtermet, laboratóriumot, egyéb technikai, anyagi eszközöket biztosítunk. Meghatározott egyéni vagy csoportos művészi vállalkozásokhoz, költségtérítéses támogatást nyújtunk, ösztöndíjakat létesítünk, pályázatokat hirdetünk, mindezek elbírálására szakmai zsűrit kérünk fel. Előadások, konzultációk, bírálatok, viták, esetleg tanulmányutak szervezésével segítjük a tagok művészi, elméleti, szakmai fejlődését. Olyan közösségi műhelyt alkotunk, ahol elismert szaktekintélyek mellett egymás véleményének hatására is formálódnak tagjaink munkái.
A Fiatalok Fotóművészeti Stúdiójának szakmai programjai és számos kiállítása korábban a budapesti Artbázis Galériában kaptak helyet.

## Történelem
A Stúdió 1977-ben alakult, a Magyar Fotóművészek Szövetsége (MFSZ) tagozataként.
Akkori feladata nem csupán az MFSZ utánpótlásának biztosítása, hanem főiskolai, egyetemi fotóművészeti képzés hiányában, a művészképzés, illetve egy fotóművészeti műhely létrejötte volt.
Az FFS mai feladata mindezeken túl elsősorban a különböző stílusok integrálása, hiszen mára már számtalan különböző szintű és irányzatú iskola, műhely létezik. A Stúdió különböző irányokból jövő, különböző szemléletű fiatalok összefogásával, szakmai diskurzusával új, friss munkák megszületését teszi lehetővé. Segít az egyéni alkotói arculat kialakításában, a művészi karrier elindulásában, hogy tagjai később komoly, elismert művészekké váljanak.